# Одного разу на студії
«Одного разу на студії» (англ. Once Upon a Studio) — американський короткометражний анімаційно-ігровий фентезійний комедійний фільм-кросовер 2023 року режисерів та сценаристів Дена Абрагама і Трента Коррі, виробництва Walt Disney Animation Studios і випущений Walt Disney Pictures. Створений до святкування 100 років студії Волта Діснея 16 жовтня 2023 року.
За сюжетом, діснеївські персонажі оживають з картин, що висять на стінах будівлі анімації Роя Едварда Діснея наприкінці робочого дня. Художній стиль короткометражки поєднує в собі мальовану та комп'ютерну анімацію з живою зйомкою, у якій присутні майже усі персонажі з багатьох робот студії, включаючи усі шістдесят два повнометражних фільма, багатьох короткометражних і деяких живих фільмів.
Прем'єра відбулась 11 червня 2023 року на Міжнародному фестивалі анімаційних фільмів в Аннесі, а перший публічний показ відбувся 15 жовтня 2023 року на каналі ABC, отримавши багато позитивних відгуків.

## Сюжет
На студії Волта Діснея у місті Бербанк завершується робочій день. Стажерка розмовляє з аніматором Берні Маттінсоном і той бажає щоб стіни студії змогли говорити. Коли усі працівники пішли Мікі Маус, Мінні та інші персонажі починають оживати.

## У ролях

### Живі актори
- Берні Маттінсон — у ролі самого себе
- Реніка Вільямс — стажерка

### Озвучування
- Кріс Діамантопулос — Мікі Маус
- Кетлін Роброк — Мінні Маус
- Тоні Ансельмо — Дональд Дак
- Білл Фармер — Гуфі та Плуто
- Джейсон Бейтман — Нік Крутихвіст
- Крістен Белл — Анна
- Джоді Бенсон — Аріель
- Роббі Бенсон — Чудовисько
- Гріффен Кемпбелл — Піноккіо
- Річард Епкар — Малюк Джон
- Ауліі Кравальйо — Ваяна
- Джим Каммінгс — Балу та Вінні-Пух
- Джінніфер Ґудвін — Джуді Гопс
- Дженніфер Гейл — Попелюшка
- Джеремі Айронс — Шрам
- Натан Лейн — Тімон
- Джон Рейлі — Ральф-руйнівник
- Джош Ґад — Олаф
- Джуді Кан — Покахонтас
- Двейн Джонсон — Мауї
- Скотт Вайгнер — Аладдін

### Архівні записи
- Стен Александр — Квітка
- Пет Керол — Урсула
- Боббі Дрісколл — Пітер Пен
- Кліфф Едвардс — цвіркун Джиміні
- Роберт Гійом — Рафікі
- Стерлінг Геллоуей — Каа, Чеширський кіт та Вінні-Пух
- Адам Райен — Коді
- Аквафіна — Сісу
- Майкл-Леон Вулі — Луїс
- Робін Вільямс — Джин

## Реліз
Прем'єрний показ мультфільму відбувся 11 червня 2023 року на відкритті Міжнародного фестивалю анімаційних фільмів в Аннесі. Його також показали на панелі Walt Disney Studios на Destination D23 10 вересня 2023 року, де короткометражка зірвала овації, а також на Лондонському кінофестивалі BFI 14 жовтня. Перший публічний показ відбувся на каналі ABC 15 жовтня 2023 року, в рамках програми «Чарівний світ Діснея: Святкування 100-річчя Діснея», з ведучою Келлі Ріпа. Того ж дня мультфільм вийшов на Disney+, Hulu, Disney Channel, став доступним на Disney Junior, FX, FXM та Freeform.

## Реакція
Фільм отримав багато позитивних відгуків від глядачів, які назвали його «емоційним та ностальгічним досвідом».